# Fax

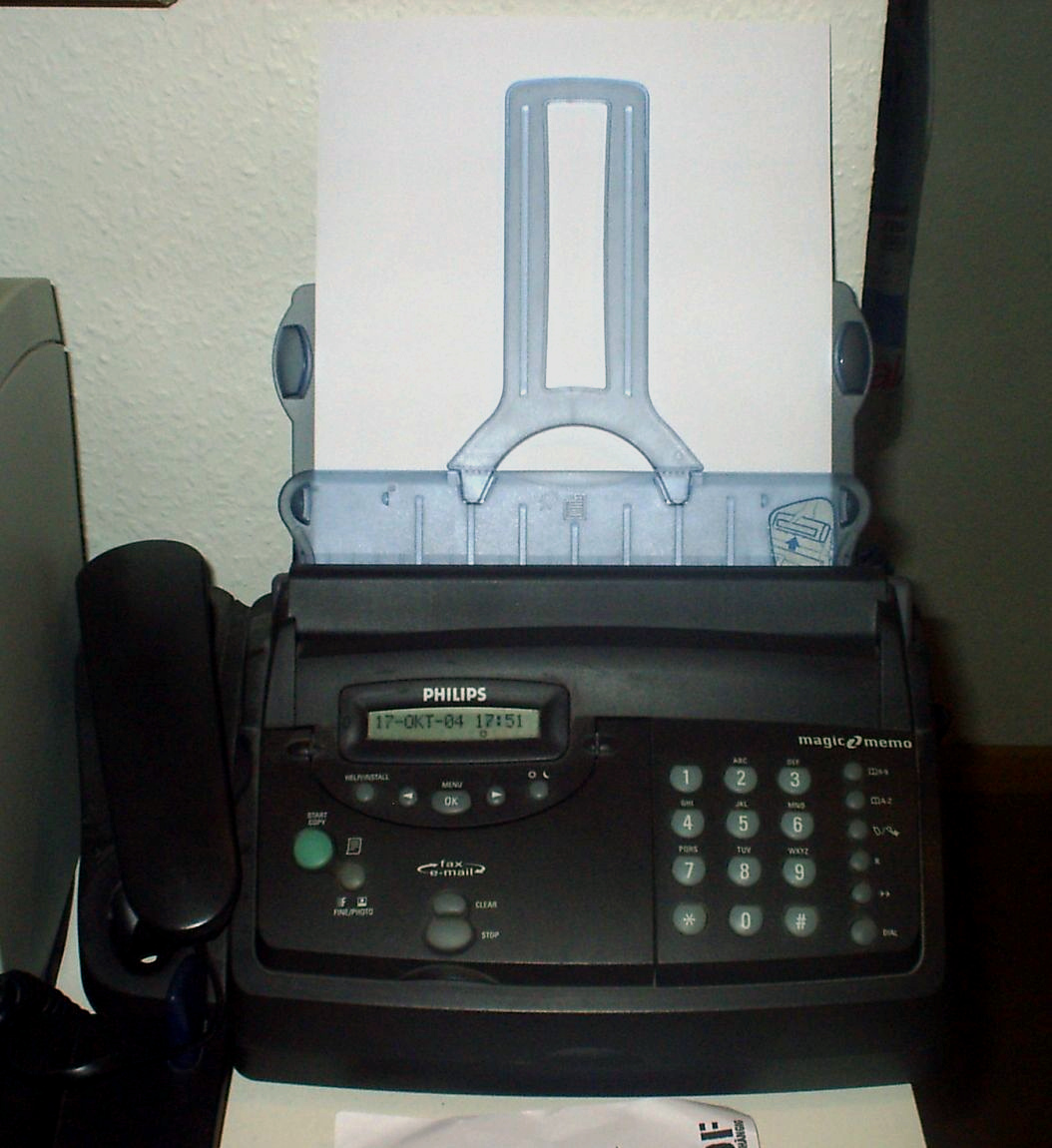
Máy fax của hãng Philips

Fax, điện sao hay điện thư là kỹ thuật điện tử gửi bản sao (copy) trực tiếp qua hệ thống dây dẫn điện. Máy gửi có khả năng rà quét bản gốc, đổi thông tin thành tín hiệu rồi phát qua đường dây điện đến máy nhận ở một nơi khác. Máy nhận sau đó đổi tín hiệu ngược lại và in bản sao lên giấy.
Từ fax của tiếng Anh phát âm gọn từ tiếng Latin facsimile (fac: tạo; simile: tương tự).
Kỹ thuật fax thay thế kỹ thuật liên lạc bằng điện tín trong thập niên 1980. Ngày nay tuy fax dần dần bị email thay thế trong nhiều lĩnh vực truyền thông, fax vẫn còn được sử dụng vì những lợi điểm sau:
- Nhiều loại hồ sơ quan trọng không nên dùng email để tránh bị mất hay đánh cắp
- Ở một số quốc gia chữ ký điện tử trên email không được tín nhiệm bằng chữ ký trên giấy fax

Ngoài ra, các hãng công ty lớn dùng fax servers, máy tính phục vụ với khả năng chuyển các loại hồ sơ thành tín hiệu fax gửi đi, nhận fax, chuyển thành email và phát vào máy tính cá nhân của nhân viên, không cần in ra giấy.

## Lịch sử

### Gửi tín hiệu theo dây dẫn
Nhá sáng tạo Alexander Bain người Scotland được xem như người đầu tiên phát minh ra hệ thống gửi hồ sơ bằng tín hiệu điện năm 1843. Ông dùng tác động qua lại của quả lắc đồng hồ điện để tạo các đường ngang, rà quết được các nét mực trên giấy. Đến năm 1851 Frederick Bakewell cải tiến thêm phát minh của Bain và đem triển lãm tại London.
Năm 1861 Giovanni Caselli, vật lý học người Ý, sáng chế ra máy Pantelegraph gửi được bản sao của hồ sơ gốc giữa Lyon và Paris. Thời gian này điện thoại chưa được phổ biến. Năm 1881, Shelford Bidwell người Anh thiết kế máy rà và vẽ hình và gửi được hình 2 chiều, không cần nơi nhận phải vẽ lại bằng tay.
Đến khoảng năm 1900 Arthur Korn sáng chế máy Bildtelegraph giúp phổ biến các thông báo có hình những người mất tích hay đang bị truy nã tại châu Âu. Sau đó, những máy gửi điện thư khác như máy Bélinograf (1930) của Édouard Belin và máy Hellschreiber của Rudolf Hell (1929). Rudolf Hell là người tiên phong trong thiết kế cơ động rà quết hình và phát tín hiệu.

### Gửi tín hiệu không cần dây dẫn
Năm 1924 Richard H. Ranger nhân viên đài Radio Corporation of America sáng chế máy gửi hồ sơ bằng sóng radio trong lòng biển. Đây là tiền thân của máy fax ngày nay. Ngày 29 tháng 11 1924 hình chân dung tổng thống Mỹ Calvin Coolidge gửi từ New York băng ngang Đại Tây Dương đến London. Ngày nay fax dùng sóng radio vẫn còn được sử dụng trong thông tin khí tượng. Cũng vào năm 1924, Herbert E. Ives dùng kỹ thuật phân tách màu sáng chế ra máy fax đầu tiên có khả năng in màu.
Giữa thập niên 1970 máy Exxon Qwip là máy đầu tiên dùng tia sáng để rà và ghi tín hiệu lên một trục ống quay. Tia sáng phản chiếu thay đổi cường độ sáng tối thùy theo độ đậm nhạt trên giấy hồ sơ gốc. Cường độ tia sáng được đổi thành xung điện đưa vào bộ phận phát âm. Tín hiệu âm thanh sau đó được truyền theo dây dẫn điện thoại đến máy nhận. Máy nhận có bộ phận nghe, ghi nhận âm thanh và chuyển dịch thành tín hiệu. Tín hiệu sau đó được truyền vào máy phun mục, in lên giấy bản sao nằm trên một trục ống xoay cùng vận tốc với trục ống của máy gửi. Máy Exxon Qwip thời bấy giờ kích thước rất lớn và rất đắt tiền. Chỉ có các hãng thiết kế lớn mới có khả năng mua.
Đến năm 1985, Hank Magnuski chế ra phần cứng để dùng kỹ thuật fax trên board chính máy tính gọi là GammaFax.

## Các loại fax
- Máy fax đơn thuần
- Máy đa năng gồm khả năng gửi và nhận fax, scan rà hình và in
- Máy fax analog
- Máy fax digital
- Máy fax trắng đen
- Máy fax màu
- Phần mềm phát tín hiệu fax thẳng từ máy tính vào dây dẫn điện thoại (như WinFax của Windows)

### Những kỹ thuật in bản sao
- Loại giấy cuộn in bằng nhiệt: dễ bị phai
- In bằng mực phun
- In bằng Laser